# Семеновське (Дмитровський міський округ)
Семе́новське (рос. Семёновское) — село у складі Дмитровського міського округу Московської області, Росія.

## Населення
Населення — 923 особи (2010; 978 у 2002).
Національний склад (станом на 2002 рік):
- росіяни — 95 %